# Anisostachya dispersa
Anisostachya dispersa är en akantusväxtart som beskrevs av Raymond Benoist. Anisostachya dispersa ingår i släktet Anisostachya och familjen akantusväxter. Inga underarter finns listade i Catalogue of Life.